# Kecamatan Cibaliung
Kecamatan Cibaliung är ett distrikt i Indonesien.   Det ligger i provinsen Banten, i den västra delen av landet, 140 km väster om huvudstaden Jakarta.